# Bassiana trilineata
Bassiana trilineata är en ödleart som beskrevs av Gray 1838. Bassiana trilineata ingår i släktet Bassiana och familjen skinkar. Inga underarter finns listade.

## Bildgalleri

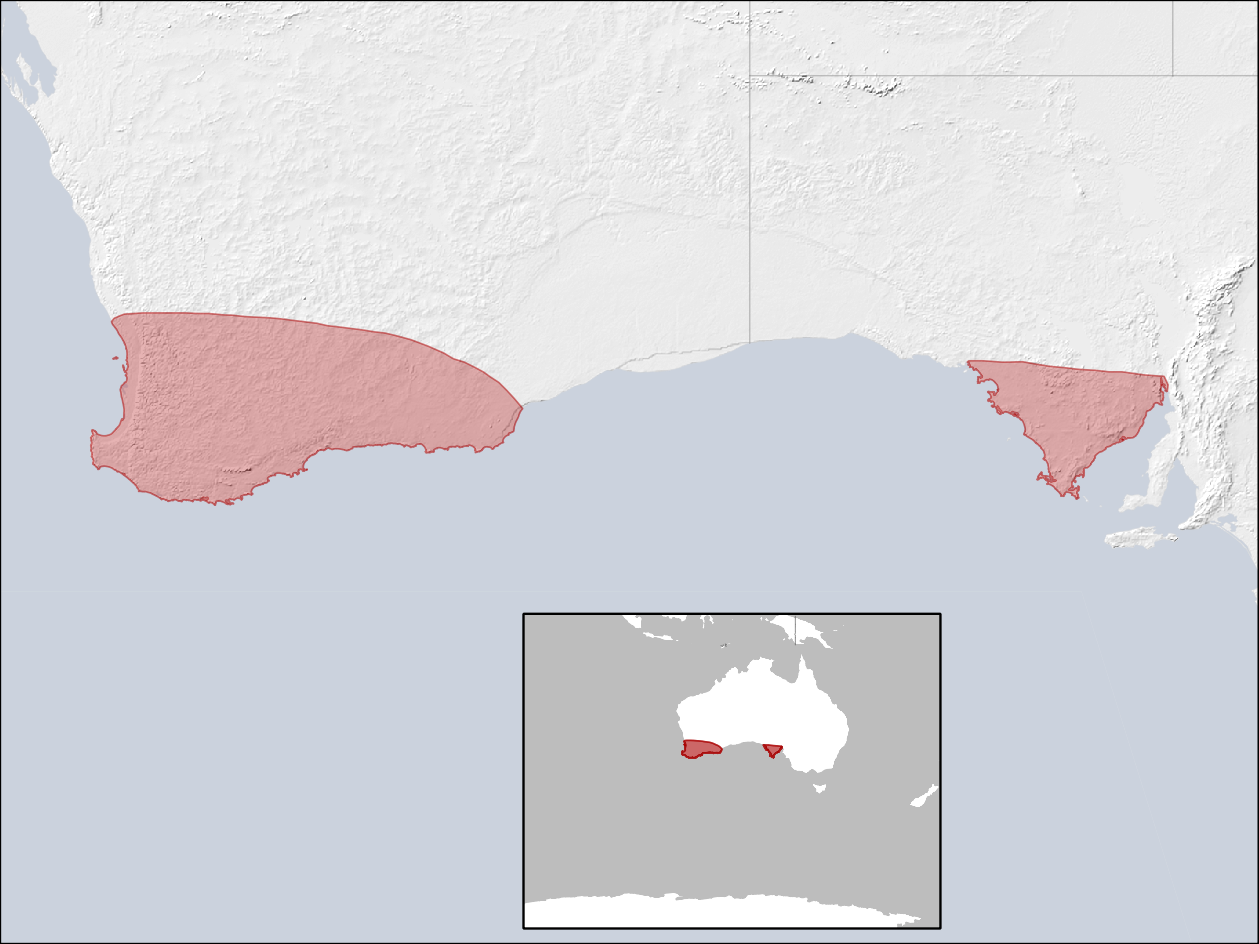